# Пити, Джек
Джек Пити (англ. Jack Pithey; 30 декабря 1903, Потчефструм, Северо-Западная провинция — 20 ноября 1984) — родезийский государственный и политический деятель. Исполнял обязанности президента непризнанного государства с 1 ноября 1978 по 5 марта 1979 года. Работал председателем парламента Родезии с 1970 по 1978 год, также был членом парламента от избирательного округа Эйвондейл на северо-западе Солсбери с 1964 по 1970 год.

## Биография
Родился 30 декабря 1903 года в Почефструме в Трансваале. Переехал в Родезию 5 сентября 1923 года. Работал министром юстиции и внутренних дел с 1958 по 1961 год во времена Федерации Родезии и Ньясаленда, а затем министром юстиции Родезии с 1962 по 1963 год. Стал кавалером Ордена Британская империя во время новогодних награждений 1963 года.

## Семья
Женился на Мэри Вуд 1 сентября 1931 года, у пары было два сына и дочь. Оба его сына, Тони и Дэвид Пити, представляли Родезию и Южно-Африканскую Республику в крикете. Скончался 20 ноября 1984 года, впоследствии его родезийское поместье было ликвидировано.